# Fred Trump
Frederick Christ Trump (Queens, Nova Iorque, 11 de outubro de 1905 – New Hyde Park, Nova Iorque, 25 de junho de 1999) foi um empreendedor imobiliário e empresário norte-americano, notavelmente conhecido por ser o pai do 45º e 47º presidente dos Estados Unidos, Donald Trump.
Filho do imigrante alemão Friedrich Trump (1869–1918), fez fortuna no ramo da construção civil por meio de subsídios públicos e benefícios fiscais. Fred Trump construiu prédios nos bairros do Brooklyn e do Queens, em Nova Iorque, terminando as obras por um valor abaixo do orçamento financiado pelo estado para que pudesse terminar o seu maior projeto, o Trump Village, em Coney Island.